# A Kid Like Jake
Pour plus de détails, voir Fiche technique et Distribution.
A Kid Like Jake est un film dramatique américain réalisé par Silas Howard, sorti en 2018. Il s’agit de l’adaptation de la pièce de théâtre éponyme de Daniel Pearle (2013) et du premier long métrage du réalisateur.

## Fiche technique
Sauf indication contraire, les informations mentionnées dans cette section peuvent être confirmées par la base de données cinématographiques IMDb,  présente dans la section « Liens externes ».
- Titre original : A Kid Like Jake
- Réalisation : Silas Howard
- Scénario : Daniel Pearle, d'après sa pièce de théâtre éponyme
- Direction artistique : Sara K. White
- Décors : Max Wixom
- Costumes : Amela Baksic
- Photographie : Steven Calitri
- Montage : Michael Taylor
- Musique : Roger Neill
- Production : Paul Bernon, Jim Parsons, Eric Norsoph, Todd Spiewak et Rachel Xiaowen Song
- Sociétés de production : Bankside Films, Burn Later Productions, Double Nickel Entertainment, Head Gear Films, That's Wonderful Productions et XS Media
- Société de distribution : IFC Films
- Pays de production :  États-Unis
- Langue originale : anglais
- Format : couleur
- Genre : drame
- Durée : 90 minutes
- Dates de sortie :
  - États-Unis : 23 janvier 2018 (Festival du film de Sundance) ; 8 juin 2018 (sortie nationale)

## Distribution
Source et légende : version française (VF) sur RS Doublage
- Claire Danes : Alex Wheeler, la mère de Jake
- Jim Parsons : Greg Wheeler, le père de Jake
- Octavia Spencer : Judy
- Priyanka Chopra : Amal
- Amy Landecker
- Ann Dowd : Catherine
- Aasif Mandvi : Darren
- Rhys Bhatia : Sanjay
- Leo James Davis : Jake Wheeler, le fils d’Alex et Greg

Photos des acteurs
Claire Danes dans le rôle d'Alex Wheeler.
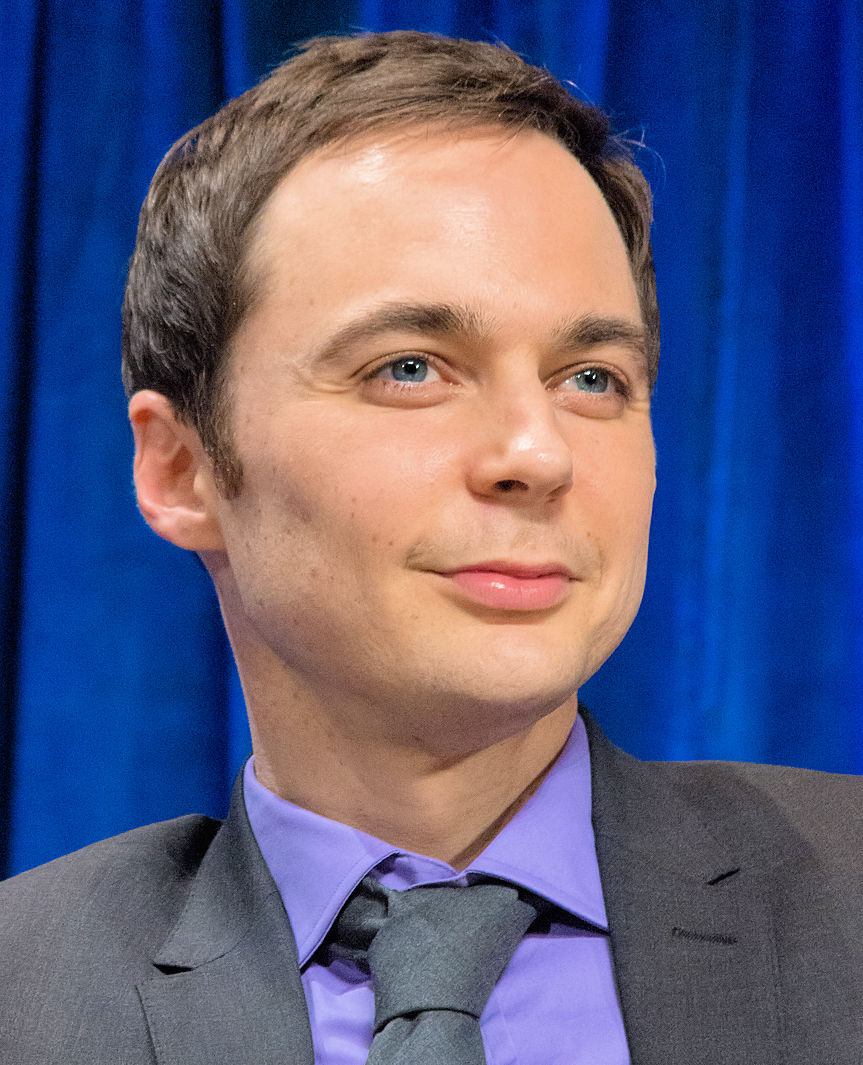
Jim Parsons dans le rôle de Greg Wheeler.
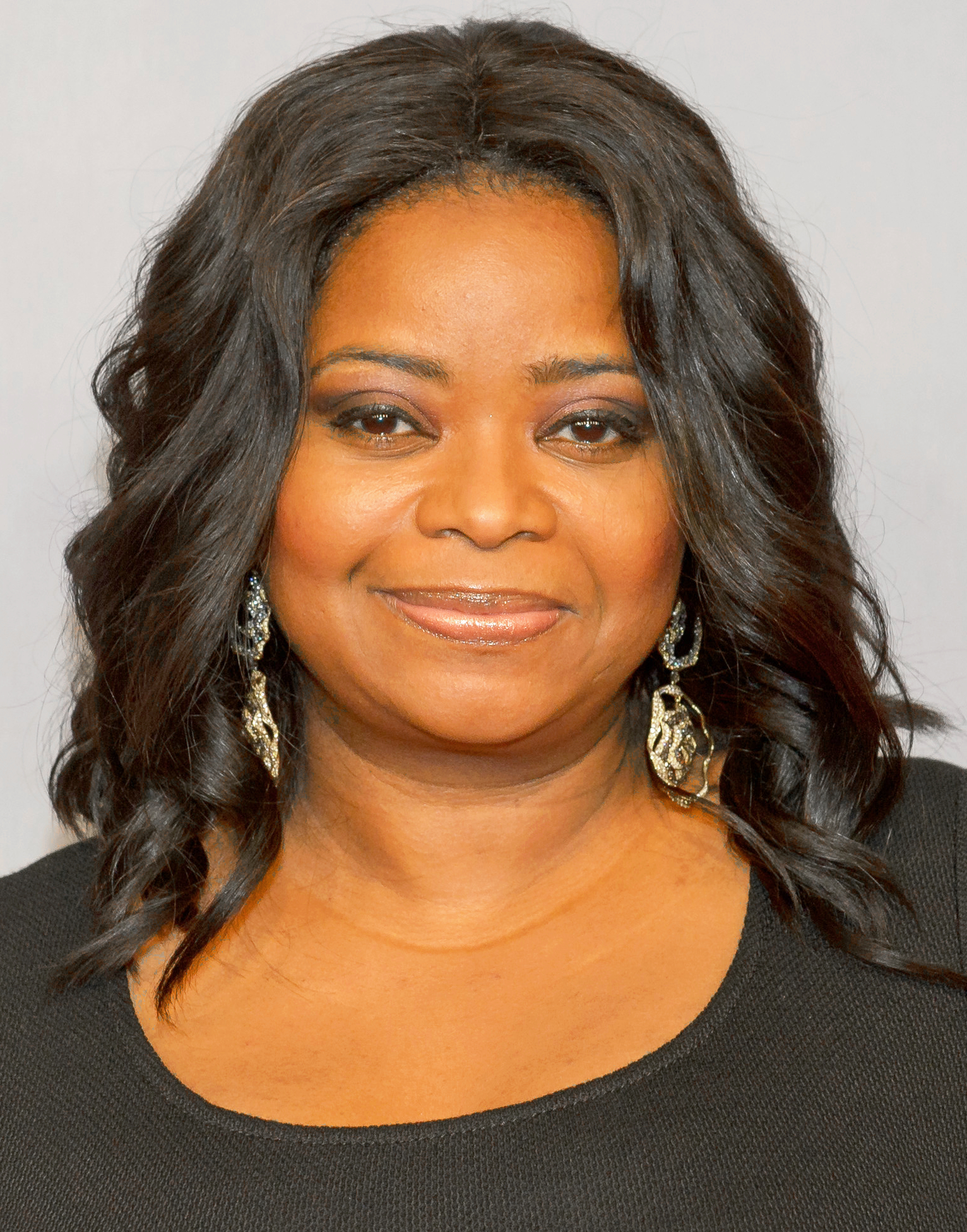
Octavia Spencer dans le rôle de Judy.
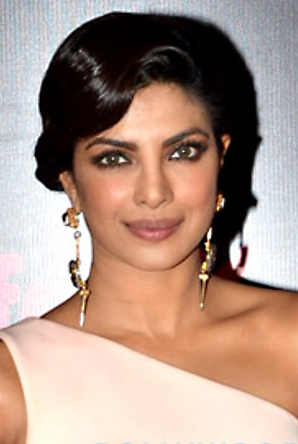
Priyanka Chopra dans le rôle d'Amal.